# Controllo ottimo
Il controllo ottimo è, nell'ambito dei controlli automatici, l'insieme di algoritmi di controllo che stabilizzano un sistema dinamico minimizzando una cifra di merito che dipende dallo stato del sistema e dal vettore degli ingressi.

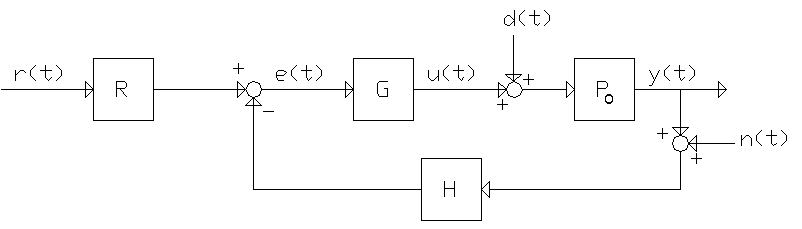
Controllo automatico

## Formulazione del problema
Sia definito il seguente sistema non lineare:

{\displaystyle {\dot {x}}(t)=f(x(t),u(t))} con {\displaystyle x\in \mathbb {R} ^{n},u\in \mathbb {R} ^{m}}
dove {\displaystyle n} è il numero degli stati del sistema e {\displaystyle m} è il numero degli ingressi.
Sia definito il seguente funzionale di costo:

{\displaystyle J=\beta (x(t_{f}),t_{f})+\int _{t_{0}}^{t_{f}}f_{0}(x(\tau ),u(\tau ))\,d\tau }
L'obiettivo è trovare un controllo ottimo

{\displaystyle u_{ott}(t),t\in [t_{0},t_{f}]}
che, partendo dall'istante iniziale {\displaystyle t_{0}} e dallo stato iniziale {\displaystyle x_{0}}, minimizzi {\displaystyle J} rispettando il vincolo:
{\displaystyle {\dot {x}}-f(x,u)=0},
equivalente a
{\displaystyle x\in X}
{\displaystyle u\in U}
Si ha quindi un problema di minimo vincolato.

## Equazioni di Eulero-Lagrange e condizioni di trasversalità
Questo problema di minimo vincolato può essere risolto mediante la tecnica dei moltiplicatori di Lagrange, grazie a cui si riconduce il problema a uno di minimo non vincolato, pagando il prezzo dell'aumento delle dimensioni dello stesso.
{\displaystyle \min J=\beta (x_{f},t_{f})+\int _{t_{0}}^{t_{f}}f_{0}(x,u)+\lambda ^{T}\,[f(x,u)-{\dot {x}}]\;d\tau }
con {\displaystyle \lambda } vettore di funzioni {\displaystyle \lambda (t)} moltiplicatori di Lagrange da determinare.
Si definisce la quantità
{\displaystyle H(x,u,\lambda )=f_{0}(x,u)+\lambda ^{T}\,f(x,u)}
funzione Hamiltoniana, per cui il funzionale da minimizzare diviene:
{\displaystyle J=\beta (x_{f},t_{f})+\int _{t_{0}}^{t_{f}}H(x,u,\lambda )-\lambda ^{T}{\dot {x}}\;d\tau }.
Esiste un estremale della funzione {\displaystyle J} se la variazione prima {\displaystyle \Delta J=0}.
{\displaystyle \Delta J=\left({\frac {\partial \beta }{\partial x_{f}}}\right)^{T}\Delta x_{f}\,+\,{\frac {\partial \beta }{\partial t_{f}}}\Delta t_{f}\,+\,(H_{f}-\lambda _{f}^{T}{\dot {x}}_{f})\Delta t_{f}\,+\,\int _{t_{0}}^{t_{f}}\left[\left({\frac {\partial H}{\partial x}}\right)^{T}\delta x+\left({\frac {\partial H}{\partial u}}\right)^{T}\delta u+\left({\frac {\partial H}{\partial \lambda }}\right)^{T}\delta \lambda -{\dot {x}}^{T}\delta \lambda -\lambda ^{T}\delta {\dot {x}}\right]\,d\tau }
Si consideri il termine {\displaystyle \int _{t_{0}}^{t_{f}}-\lambda ^{T}\delta {\dot {x}}\,d\tau }; integrando per parti e tenendo presente che {\displaystyle \Delta x_{f}=\delta x_{f}+{\dot {x}}_{f}\Delta t_{f}} e che {\displaystyle \delta x_{0}=0}, essendo lo stato iniziale fissato, si ottiene:
{\displaystyle \int _{t_{0}}^{t_{f}}-\lambda ^{T}\delta {\dot {x}}\,d\tau =-\lambda _{f}^{T}\Delta x_{f}+\lambda _{f}^{T}{\dot {x}}_{f}\Delta t_{f}+\int _{t_{0}}^{t_{f}}{\dot {\lambda }}^{T}\delta x\,d\tau }
Sostituendo in {\displaystyle \Delta J} e raccogliendo opportunamente:
{\displaystyle \Delta J=\left[{\frac {\partial \beta }{\partial x_{f}}}-\lambda _{f}\right]^{T}\Delta x_{f}\,+\,\left[{\frac {\partial \beta }{\partial t_{f}}}+H_{f}\right]\Delta t_{f}\,+\,\int _{t_{0}}^{t_{f}}\left[\left({\frac {\partial H}{\partial u}}\right)^{T}\delta u+\left({\frac {\partial H}{\partial \lambda }}-{\dot {x}}\right)^{T}\delta \lambda \,+\,\left({\frac {\partial H}{\partial x}}+{\dot {\lambda }}\right)^{T}\delta x\right]\;d\tau }.
Il differenziale primo {\displaystyle \Delta J} è nullo se sono pari a zero tutte le variazioni. Si trovano quindi le equazioni di Eulero Lagrange
{\displaystyle {\frac {\partial H}{\partial u}}=0}
{\displaystyle {\dot {x}}={\frac {\partial H}{\partial \lambda }}}
{\displaystyle {\dot {\lambda }}=-{\frac {\partial H}{\partial x}}}
e le condizioni di trasversalità
{\displaystyle \lambda _{f}={\frac {\partial \beta }{\partial x_{f}}}}
{\displaystyle H_{f}=-{\frac {\partial \beta }{\partial t_{f}}}}.
Il problema di ottimo si risolve perciò imponendo le equazioni soprascritte con le cosiddette condizioni di trasversalità che fanno le veci di condizioni al contorno. A seconda dell'avere stato finale {\displaystyle x_{f}} e tempo finale {\displaystyle t_{f}} liberi o fissati si distinguono quattro diversi problemi di ottimo.

## Controllo LQR
Il controllo LQR permette di ottenere un controllo in retroazione dallo stato ottimo rispetto ad un indice quadratico nello stato x(t) e nel controllo u(t). Il controllore sintetizzato dipende dalla soluzione di una opportuna equazione di Riccati.

## Controllo ottimo a minima energia
Utilizzato nel controllo di robot, è una strategia di controllo che permette di ottenere un segnale stabilizzante il sistema, eventualmente capace di fare tracking asintotico, che minimizza il dispendio energetico e quindi i consumi. Poiché l'energia è funzione del segnale di controllo al sistema, in genere la u(t) sintetizzata è piccola in modulo.

## Controllo ottimo a minimo tempo
Utilizzato nel controllo di robot, è una strategia di controllo che permette di ottenere un segnale stabilizzante il sistema, eventualmente capace di fare tracking asintotico, che minimizza il tempo necessario per eseguire l'operazione. Poiché il tempo di salita necessario per arrivare a regime è funzione inversa del segnale di controllo al sistema, in genere l'ingresso u(t) sintetizzato è grande in modulo. L'estremizzazione del controllo a minimo tempo è il controllo BANG-BANG in cui il controllo può assumere solo 3 valori: saturazione positiva, saturazione negativa e nullo.